# Dominique Munongo
Dominique Munongo Inamizi, née le 23 juin 1961 à Lubumbashi dans la province de l'actuel Haut-Katanga, est une femme politique de la République démocratique du Congo. Elle est députée nationale élue de Lubudi dans la province du Lualaba, activiste de la société civile, sociologue de formation et ancienne bourgmestre de la commune de Likasi au Katanga.

## Biographie
Dominique Munongo commence ses études à Lusa, dans la province du Katanga, chez les sœurs. Lorsque son père Godefroid Munongo, est nommé ministre de l'intérieur, la famille se rend Kinshasa et elle poursuit ses études à l'école française de Kinshasa puis en Belgique où elle obtient son baccalauréat.
Dominique Munongo crée, en 1993, la fondation Centre de Développement pour la Femme qui lutte contre la pauvreté de la femme et des enfants,,.
Elle est membre du parti politique Union Nationale des démocrates Fédéralistes dirigé par Charles Mwando Nsimba.

### Justice
Le 5 avril 2022, Munongo est poursuivie pour incitation à la haine tribale, déclarant que sa région est la plus importante qui alimente le Congo-Kinshasa en ressources naturelles, propos condamné par le ministre Nicolas Kazadi,,.

## Liens utiles
Interview de Dominique Inamizi sur Radio Okapi